# Sybille Schmitz
Sybille Schmitz, nata Sybille Maria Christine Schmitz, (Düren, 2 dicembre 1909 – Monaco di Baviera, 3 aprile 1955), è stata un'attrice tedesca.

## Biografia
Dopo aver completato gli studi a Colonia, si trasferì a Berlino nel 1927, dove iniziò a lavorare al Deutsches Theater e già l'anno successivo fece il suo debutto al cinema. Inizialmente lavorò in grandi film, ma con piccoli ruoli, e solo dal 1934 iniziò ad ottenere parti più impegnative. Nonostante il suo aspetto non ariano non ebbe particolari problemi con il cinema nazista, anche se i ruoli a lei affidati erano spesso simili, femmes fatales o donne straniere. Come molti altri artisti che avevano continuato a lavorare durante il conflitto, nel dopoguerra fu quasi osteggiata dal mondo del cinema e questo influì negativamente sulla sua salute e la portò nel 1955 al suicidio.

## Influenze culturali
Il film del 1982 Veronika Voss del regista Rainer Werner Fassbinder è liberamente ispirato agli ultimi anni dell'attrice.

## Filmografia parziale
- Diario di una donna perduta (Tagebuch einer Verlorenen), regia di Georg Wilhelm Pabst (1929)
- F.P. 1 non risponde (F.P.1 antwortet nicht), regia di Karl Hartl (1932)
- Vampyr - Il vampiro (Vampyr - Der Traum des Allan Grey) , regia di Carl Theodor Dreyer (1932)
- Rivalen der Luft - Ein Segelfliegerfilm, regia di Frank Wisbar (1934)
- Der Herr der Welt, regia di Harry Piel (1934)
- Il marito ideale (Ein idealer Gatte), regia di Herbert Selpin (1935)
- La grande colpa (Ich war Jack Mortimer), regia di Carl Froelich (1935)
- Faehrmann Maria, regia di Frank Wysbar (1936)
- Die Kronzeugin, regia di Georg Jacoby (1937)
- Die Umwege des schönen Karl, regia di Carl Froelich (1938)
- Tanz auf dem Vulkan, regia di Hans Steinhoff (1938)
- La donna del mistero (Die frau ohne Vergangenheit), regia di Nunzio Malasomma (1939)
- Capitano di ventura (Trenck, der Pandur), regia di Herbert Selpin (1940)
- Clarissa, regia di Gerhard Lamprecht (1941)
- La tragedia del Titanic (Titanic), regia di Herbert Selpin / Werner Klingler (1943)
- Die Hochstaplerin, regia di Karl Anton (1944)